# Entierro celestial

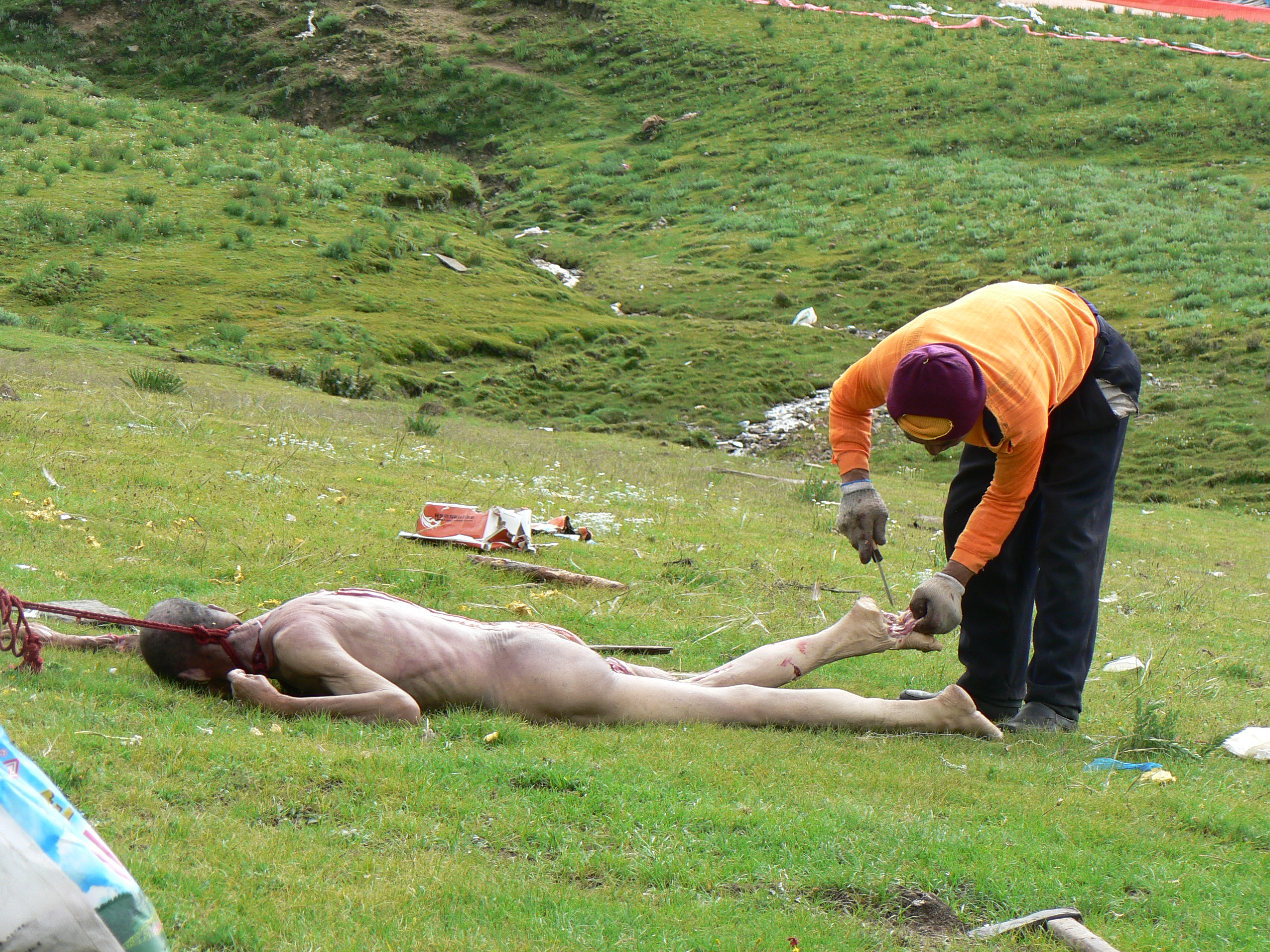
Entierro celestial siendo llevado a cabo en Sichuan

El entierro celestial (en idioma tibetano: བྱ་གཏོར་, transliteración Wylie: bya gtor,  "dar el alma a las aves") es una práctica funeraria en donde el cadáver humano es seccionado y colocado en la cima de una montaña, exponiéndolo a los elementos (mahabhuta) y animales carroñeros, especialmente a los buitres. Es común en las provincias de la República Popular China del Tíbet, Sichuan, Qinghai y Mongolia Interior, así como en los países de Mongolia, Bután y en partes de la India. Existen lugares específicos para la preparación y ejecución del ritual, de acuerdo a las tradiciones en el budismo Vajrayāna.
La mayoría de los tibetanos se adhieren al budismo, que predica la Reencarnación. No hay necesidad de preservar el cuerpo ya que, según sus creencias, es un contenedor vacío. La naturaleza puede descomponerlo o las aves pueden consumirlo, por lo que la función del ritual es simplemente el desecho de los restos. En el Tíbet el suelo es demasiado duro y rocoso para cavar una tumba, por lo cual esta práctica es generalmente preferida a la cremación.